# Siri
Siri (ˈsɪəri, рус. Сири, бэкр. англ. Speech Interpretation and Recognition Interface) — облачный персональный помощник и вопросно-ответная система, программный клиент которой входит в состав iOS, iPadOS, watchOS, macOS и tvOS компании Apple. Данное приложение использует обработку естественной речи, чтобы отвечать на вопросы и давать рекомендации. Siri приспосабливается к каждому пользователю индивидуально, изучая его предпочтения в течение долгого времени.
Первоначально Siri стало доступно в App Store как приложение для iOS от Siri Inc. Вскоре, 28 апреля 2010 года, Siri Inc. была приобретена Apple Inc. Но ещё до того, как Apple купила Siri, было объявлено, что их программное обеспечение будет доступно для телефонов BlackBerry и телефонов под управлением Android, затем эти планы были отменены из-за покупки.
Сейчас Siri — неотъемлемая часть iOS и доступна для большинства устройств, выпускаемых компанией: iPhone (начиная с 4S), iPad (третьего поколения и младше, а также все устройства линейки iPad mini), iPod touch 5g и Apple Watch. Несмотря на это, хакеры смогли приспособить Siri для старых моделей устройств[уточнить]. 8 ноября 2011 года Apple публично заявила, что у неё нет планов интеграции Siri в более старые продукты в связи с отсутствием в них чипа фильтрации фонового шума.

## Описание

### Озвучивание Siri
Голос, которым была озвучена первая версия Siri для американских пользователей, принадлежит актрисе по озвучиванию Сьюзан Беннетт. В интервью, предоставленном CNN, Беннетт рассказала, что в 2005 году она подписала контракт с компанией ScanSoft и по четыре часа в день в течение целого месяца наговаривала бессвязные фразы на диктофон.

### Поддерживаемые языки
| Язык              | Регион                        | Версия iOS |
| ----------------- | ----------------------------- | ---------- |
| Английский        | США                           | 5.0        |
| Английский        | Великобритания                | 5.0        |
| Английский        | Австралия                     | 5.0        |
| Английский        | Канада                        | 6.0        |
| Английский        | Сингапур                      | 6.0        |
| Английский        | Индия                         | 8.3        |
| Английский        | Новая Зеландия                | 8.3        |
| Английский        | Ирландия                      | 10.0       |
| Английский        | ЮАР                           | 10.0       |
| Арабский          | Объединённые Арабские Эмираты | 9.2        |
| Арабский          | Саудовская Аравия             | 9.2        |
| Датский           | Дания                         | 8.3        |
| Иврит             | Израиль                       | 9.3        |
| Испанский         | Испания                       | 6.0        |
| Испанский         | Мексика                       | 6.0        |
| Испанский         | США                           | 6.0        |
| Испанский         | Чили                          | 10.0       |
| Итальянский       | Италия                        | 6.0        |
| Итальянский       | Швейцария                     | 6.0        |
| Кантонский        | Гонконг                       | 6.0        |
| Кантонский        | Китай                         |            |
| Китайский         | Тайвань                       | 6.0        |
| Китайский         | Китай                         | 6.0        |
| Корейский         | Южная Корея                   | 6.0        |
| Малайский         | Малайзия                      | 9.3        |
| Немецкий          | Германия                      | 5.0        |
| Немецкий          | Швейцария                     | 6.0        |
| Немецкий          | Австрия                       | 9.0        |
| Нидерландский     | Нидерланды                    | 8.3        |
| Нидерландский     | Бельгия                       | 9.0        |
| Норвежский Букмол | Норвегия                      | 9.0        |
| Португальский     | Бразилия                      | 8.3        |
| Русский           | Россия                        | 8.3        |
| Тайский           | Таиланд                       | 8.3        |
| Турецкий          | Турция                        | 8.3        |
| Финский           | Финляндия                     | 9.3        |
| Французский       | Франция                       | 5.0        |
| Французский       | Канада                        | 6.0        |
| Французский       | Швейцария                     | 6.0        |
| Французский       | Бельгия                       | 9.0        |
| Шведский          | Швеция                        | 8.3        |
| Японский          | Япония                        | 5.1        |

#### Русский язык
С самого появления голосового помощника в iOS 5 многие русскоязычные пользователи ждали появления поддержки русского языка. Первые признаки этого появились с выходом бета-версии iOS 7. Так, Siri начала озвучивать имена, написанные на кириллице, правда, довольно неразборчиво. Однако многие сочли данный факт крупным нововведением, так как до этого помощница вообще не озвучивала имена на русском языке. Вслед за этим появились данные, что Siri начала озвучивать реплики с типичным русским акцентом, правда, сама по-русски пока не говорит. Из видео Архивная копия от 16 октября 2016 на Wayback Machine видно, что она не отвечает на запросы, но сообщения об ошибке озвучены не стандартным голосом. Как было замечено, данный тон был похож на тон речевого помощника компании Nuance, где признались, что Apple использует их технологию распознавания голоса. Таким образом, многие издания сошлись во мнении, что Apple начинает тестировать свой сервис на русском языке.
11 июня 2014 года на официальном сайте Apple появилась вакансия разработчика Siri на русском языке.
В iOS 8 была добавлена русская диктовка, теперь устройства под управлением iOS 8 могут корректно распознать, записать и воспроизвести всё сказанное на русском. Однако функция «Диктовка» лишь позволяет вводить текст голосом вместо набора на клавиатуре.
В iOS 8.3 Siri может говорить на русском языке.
В tvOS 15.2 и audioOS 15.2 Siri также получила поддержку русского языка.

## История разработки
Siri — это разработка Международного центра искусственного интеллекта SRI, является ответвлением финансируемого Управлением перспективных исследовательских программ (DARPA), описанного как, возможно, самый большой проект искусственного интеллекта на сегодняшний момент.
Для Siri Apple использовала результат 40-летних исследований «Центра искусственного интеллекта» (отдела SRI International), финансируемого DARPA. Можно сказать, что Siri — усовершенствованное CALO — Cognitive Agent that Learns and Organizes Program (рус. программа — Познавательный агент, который учится и организует).
Siri начала разрабатываться в декабре 2007 года Дагом Китлауссом (CEO), Адамом Чейером и Томом Грюбером, совместно с Норманом Винарским из SRI International.
13 октября 2008 года Siri получила финансирование в размере 8,5 миллиона $ от Menlo Ventures и Morgenthaler Ventures. В ноябре 2009 года группа разработчиков получила дополнительное финансирование в размере 15,5 миллиона $ от тех же инвесторов, но в этот раз во главе с гонконгским миллионером Ли Цзячэном (Ли Кхасином). Даг Китлаусс покинул пост CEO после того, как Apple запустила iPhone 4S.
Siri — это исследование, которое включает комбинированную работу исследовательских групп из Университета Карнеги — Меллон, Массачусетского университета, Рочестерского университета, Флоридского института познания человека и машины, Университета штата Орегон, Университета Южной Калифорнии и Стэнфордского университета. Эта технология проделала огромный путь начиная с диалога и понимания естественного языка, машинного обучения, очевидного и вероятного рассуждения, онтологии и представления знаний, планирования.
В марте 2025 года на фоне задержки запуска генеративного ИИ Apple, cтарший вице-президент по машинному обучению и стратегии ИИ компании Джон Джаннандреа был отстранён от руководства подразделениями разрабатывающими ИИ Apple Intelligence и голосовой ассистент Siri, после чего в руководстве его сменил Майк Роквелл (Mike Rockwell) — бывший руководитель отдела разработки Apple Vision Pro.

### Научные исследования
Основные технические области Siri сосредотачиваются на диалоговом интерфейсе,  распознавании контекста и сервисной делегации.
Распознавание речи Siri основано на разработках голосовых технологий компании Nuance Communications.
Действия и ответы Siri основаны на взаимодействии таких партнёров, как:
- OpenTable, André Gayot, Citysearch, BooRah, Yelp Inc, Yahoo Local, Yandex, ReserveTravel и Localeze для ресторанов, деловых вопросов и действий;
- Eventful, StubHub и LiveKick для разных событий и концертной информации;
- MovieTickets.com, Rotten Tomatoes и The New York Times для информации о фильмах и рецензиях на них;
- True Knowledge[26], Bing и WolframAlpha для фактического ответа на вопрос[27];
- Yahoo Weather для информации о погоде;
- Bing, Yahoo, Google для веб-поиска.

## iPhone-приложение
Siri впервые была запущена как приложение, доступное в App Store, в США. Приложение взаимодействовало с такими сервисами, как OpenTable, Google Maps, MovieTickets и TaxiMagic. Используя технологию голосовой идентификации от Nuance Communications и их партнёров, пользователи могли зарезервировать столики в ресторанах, купить билеты в кино или вызвать такси, используя естественный язык для обращения к Siri. Siri была приобретена Apple 28 апреля 2010 года и данное приложение было изъято из App Store и прекратило своё существование 15 октября 2011 года.

## Интеграция в iOS

### iPhone 4s
Siri была включена в программное обеспечение iPhone 4S 4 октября 2011 года. Siri предполагает диалоговое взаимодействие со многими приложениями, включая напоминания, погоду, акции, передачу сообщений, электронную почту, календарь, контакты, примечания, музыку, часы, веб-браузер и карты. Поддерживается английский (США, Великобритания, Канада и Австралия), немецкий, японский и французский языки. В дальнейшем были добавлены китайский, итальянский, корейский, русский и испанский языки.

### iPhone 5
С запуском новой версии iOS 6.
Список нововведений:
- Сможет рекомендовать рестораны, фильмы, а также бронировать билеты и столики.
- Предоставлять информацию о спортивных играх (счёт, биография, состав, матчи и т. д.).
- Открывать приложения.
- Писать в Twitter, Facebook.
- Давать маршруты по картам.
- Использовать приложение Apple Store (например, команда «Buy iPhone 5»).

### iPhone 5s
С запуском iOS 7.
Список нововведений:
- Абсолютно новый прозрачный интерфейс.
- Возможность выбора между мужским и женским голосом.
- Управление настройками устройства («Включить Bluetooth», «Увеличить яркость»).
- Интеграция Twitter и Википедии.

## Географические ограничения
Первоначально функциональность Siri в большинстве стран была ограничена, так как карты и поисковая система Yelp были доступны только в пределах США. Например, в Великобритании на запрос перечислить местные фирмы, проложить маршрут или дать информацию о движении Siri отвечала: «Я могу искать фирмы, карты и обозревать движение только в США и при использовании американского английского. Сожалею об этом».
С выходом iOS 6 функциональность была значительно расширена.

## Интеграция со сторонними приложениями
Сторонние приложения могут добавлять к Siri функциональность при помощи специального интерфейса API SiriKit (доступен с лета 2016 года).
Начиная с 2016 года приложение Skype от транснациональной корпорации Майкрософт расширяет возможности по интеграции с Siri, и теперь может отправлять сообщения контактам Skype (ранее было доступно только инициирование звонка).[значимость факта?]

## Критика
Siri может быть настроена на приём запросов даже при заблокированном телефоне. При такой настройке посторонние лица могут использовать чужой заблокированный телефон для отправки СМС-сообщений, в том числе в сервисы СМС-банкинга для получения баланса счёта владельца телефона или, в некоторых случаях, даже кражи небольших сумм денег.
В июне 2016 года Шон О’Кейн из Verge написал о предстоящих крупных обновлениях iOS 10 с заголовком, в котором говорится, что «большие обновления Siri не будут иметь значения, если они не смогут понять своих пользователей». О’Кейн писал, что «о том, что Apple не говорила о решении самых больших и основных недостатков Siri: плохой уровень распознавания голоса, и даже когда голос распознается правильно, Siri часто выдаёт неуклюжие результаты. И эти проблемы выглядят ещё хуже, если учесть, что сейчас у Apple есть полноправные конкуренты в этом пространстве: Amazon Alexa, Microsoft Cortana и помощник Google».
В октябре 2016 года Bloomberg сообщил, что Apple планирует объединить команды по разработке облачных сервисов, в том числе и ресурсы, направленные на улучшение обработки запросов Siri, хотя очередной отчёт The Verge в июне 2017 ещё раз назвал голосового помощника Siri «плохим».
В июне 2017 года The Wall Street Journal опубликовал обширный отчёт о предполагаемом отсутствии инноваций Apple с Siri после продвижения конкурентов в области голосовых ассистентов. Ссылаясь на объявление о том, что Amazon Alexa заставила «поднять на ступеньку» уровень беспокойства работников Apple, журнал написал, что «Сегодня Apple играет в догонялки в категории продукта, которую она изобрела, всё больше беспокоясь о том, что потерял некоторые из своих инновационных преимуществ». В отчёте приводятся основные причины, такие как отсутствие приоритизации конфиденциальности пользователей, в том числе случайные шестимесячные поисковые запросы Siri, в то время как Google и Amazon сохраняют все данные до тех пор, пока пользователь сам не удалит ненужную информацию; также отмечаются некоторые конфликты между руководством Apple и некоторыми сотрудниками. Apple отказалась комментировать отчёт, в то время как Эдди Кью сказал, что «Apple часто использует общие данные, а не пользовательские данные для обучения своих систем, и не имеет возможности улучшить производительность Siri для отдельных пользователей с информацией, хранящейся на их iPhone».